# 索普 (密蘇里州)
索普（英語：Thorpe）是位於美國密蘇里州達拉斯縣的非建制地區。

## 歷史
索普的郵局於1880年設立，其後於1907年停運。

## 地理
索普所處的海拔為高於海平面367米（即1204英呎），而該地所採用的時區為UTC-6，即北美中部時區（CST）。同時該地設有夏令時間，為UTC-6調快一小時，即UTC-5（CDT）。